# Galescola
O conceito e a ideia das Galescolas, entendidas como centros educativos onde o galego é língua primeira e veicular, surgem no ano 2004 desde sectores reintegracionistas galegos reunidos na associação Vogal (Viveiro e Observatório das Galescolas).
Após uns anos preparando e promovendo a criação destes centros por parte da Vogal, a Xunta de Galicia, através da secretaria de Igualdade e Bem-estar, toma o nome para batizar uma rede de creches de nova criação dependentes da Xunta que seguem os postulados das Galescolas originais, excepto no que refere à aposta decidida por resituar o galego no seu âmbito linguístico internacional próprio junto com as demais variedades do sistema linguístico galego-português.
Actualmente o nome e usado para as escolas infantis (0-3 anos) integradas na rede gerida pelo Consórcio Galego de Serviços de Igualdade e Bem-estar (que começa a funcionar no ano 2007 e do que fazem parte a Vice-presidência da Xunta de Galicia e numerosos concelhos urbanos e rurais). Estão localizadas tanto em pequenos municípios quanto também nas cidades.
O projecto educativo das galescolas recolhe nos seus objectivos o desenvolvimento integral das meninas e dos meninos. Estes centros oferecem uma oferta educativa de qualidade em língua galega a raparigas e raparigos de esta idade e favorecem a conciliação da vida laboral e familiar dos progenitores.
Cada grupo de crianças está atendido por dois profissionais da educação, no que se denomina "par educativo". Ao funcionarem em rede, as galescolas partilham entre elas recursos, serviços e elementos de coordenação e apoio pedagógico.
Os sectores que conformam a comunidade educativa estão representados nos órgãos colegiados como o conselho de participação.